# Bonet (deser)
Bonet – rodzaj włoskiego deseru typowego dla Piemontu, zawiera jajka, cukier, mleko, kakao, koniak, herbatniki i orzechy laskowe, a powstaje przez wypiekanie mielonych herbatników z karmelizowanym cukrem i resztą składników. Jego nazwa nawiązuje do kształtu nadawanego przez miedzianą formę o ściętym stożku, która tradycyjnie używana była do jego przygotowywania.